# Murata
Murata (japanska: 松島町?, Murata-machi)) är en landskommun (köping) i Miyagi prefektur i Japan.  